# Аарон Гейт
Аарон Гейт  (англ. Aaron Gate, нар. 26 листопада 1990) — новозеландський велогонщик, олімпійський медаліст.

## Виступи на Олімпіадах
| Олімпіада   | Дисципліна                                 | Місце |
| ----------- | ------------------------------------------ | ----- |
| Лондон 2012 | Командна гонка переслідування, 4000 метрів | 3     |